# Moral victoriana

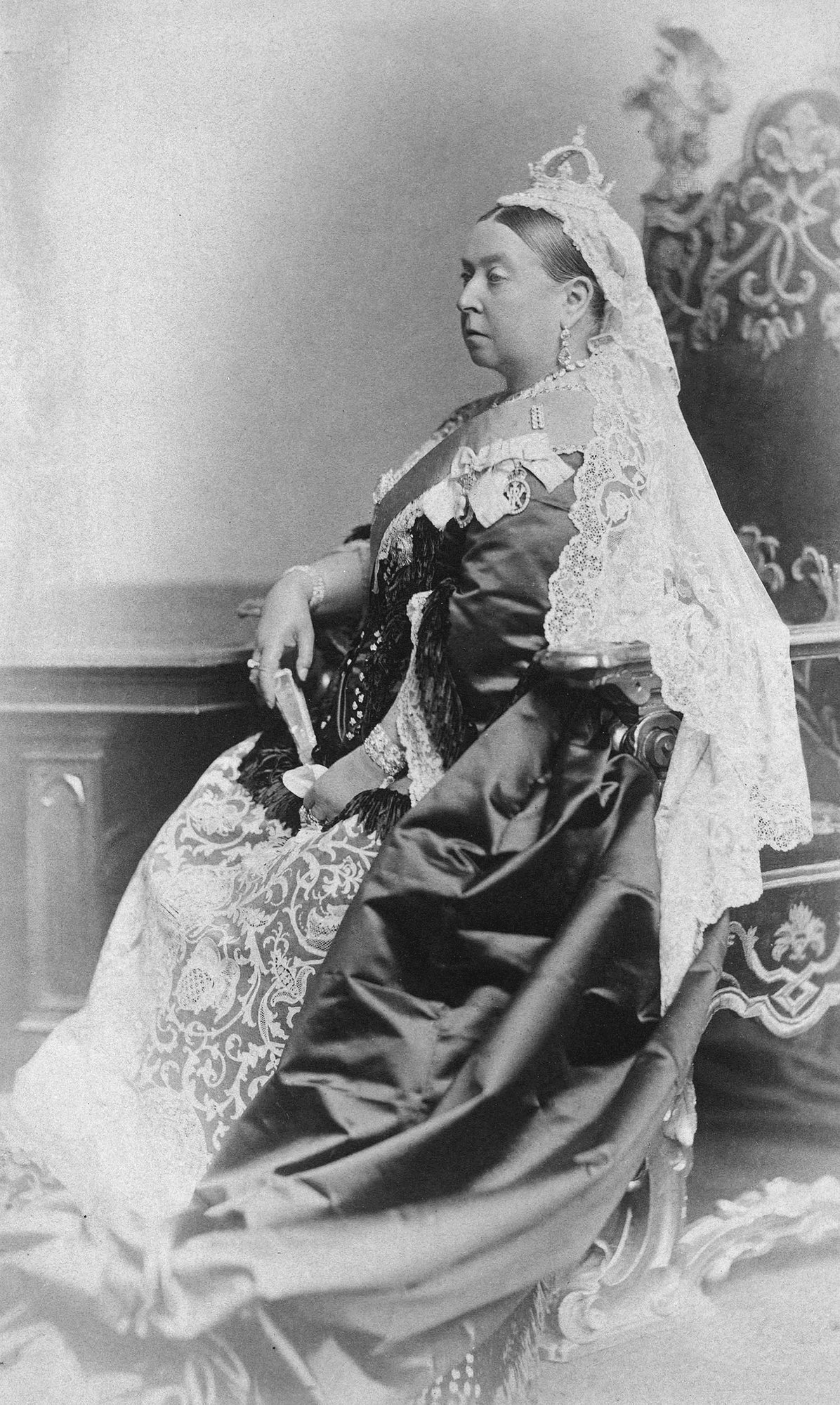
La reina Victòria fou qui va donar nom a la moralitat de l'època (1887).

La moralitat victoriana va ser la característica més notòria, dels costums socials de l'època, el puritanisme moral fou el símbol màxim del qual es va encarnar en la reina Victòria I del Regne Unit -segons Lytton Strachey, aquest tret solament es va accentuar després de la defunció del seu espòs, el príncep Albert de Saxònia-Coburg, el 1861, caracteritzat per una exacerbació dels principis morals, i a la repressió sistemàtica de les passions, en particular les d'ordre sexual.
| « | Ni la seva activitat política, ni la seva reclusió, eren aprovades pel públic. A mesura que els anys passaven sense alleujar el dol reial, la censura pública es tornava més general i més severa. El retraïment de la reina projectava no només una ombra sobre els plaers de l'alta societat, sinó que privava de les seves festes al poble; tenia, en fi, una influència nefasta sobre la moda i la llenceria. | » |

Es considera l'època victoriana com una època de moltes contradiccions, com el cultiu extensiu d'una aparença externa de la dignitat i moderació junt amb la prevalença dels fenòmens socials com la prostitució i el treball infantil. Una plètora de moviments socials va sorgir dels intents de millorar les condicions de vida imperant per a molts sota una rígida societat de classes.

## Societat
La societat a l'època victoriana estava plena de moralismes i disciplina, amb rígids prejudicis i severes interdiccions. Els valors victorians es podrien classificar com «puritans» destacant en l'època els valors de l'estalvi, l'afany de treball, l'extrema importància de la moral, els deures de la fe i el descans dominical com a valors de gran importància.
Qualsevol desviació de comportament es qualificava com a llibertinatge. La presència social del qual era també notòria: és el cas d'Oscar Wilde, que va pagar el seu desafiament literari i personal a les convencions socials amb una condemna a presidi. La puresa moral com a ideal social ocultava una evident hipocresia o doble moral, denunciada pel mateix Strachey (Victorians eminents) i pel fundador de la psicoanàlisi, l'austríac Sigmund Freud, que va interpretar les malalties mentals i neurosi com derivades de la repressió sexual. Potser per l'accentuada moral de l'època sigui l'observació del psicoanalista Jacques Lacan, qui diu que sense la reina Victòria la psicoanàlisi no hagués existit i la que va fer necessari, segons Lacan va anomenar, el «despertar».

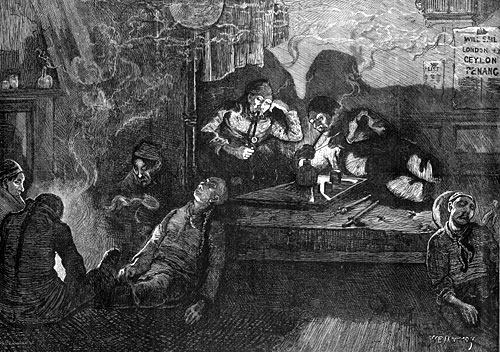
Representació de fumadors d'opi a l'est de Londres el 1874. Per la Illustrated London News.

Les condicions com la mandra es vinculaven amb els excessos i la pobresa amb el vici. La repulsió social cap al vici també es tradueix en el sexe, relacionat amb els baixos instints i el seu caràcter animal provinent de la carn. Per això, la castedat era una virtut a resguardar. Al llarg de l'era victoriana, l'homosexualitat tenia una posició controvertida en la cultura. Els actes homosexuals eren una ofensa capital fins a 1861. Michel Foucault sosté que les identitats homosexuals i heterosexuals no van sorgir fins al segle xix, Foucault cita el «famós article de Westphal de 1870 sobre sensacions sexuals contràries» com la «data de naixement» de la categorització de l'homosexualitat (Foucault, 1976). El primer ús conegut «homosexual» en anglès no va succeir fins que Charles Gilbert Chaddock's a la traducció de l'any 1895 de Richard von Krafft-Ebing's Psychopathia Sexualis, un estudi sobre les pràctiques sexuals.
Malgrat la rigorosa moral victoriana, eren esteses les pràctiques «non sanctas». com ara la cultura a l'opi, el relat més significatiu va ser l'aportat per Thomas de Quincey a Confessions d'un menjador d'opi anglès que va ser àmpliament difós i traduït a diversos idiomes, i en ell es retrata l'ús i l'addicció a l'opi. Quincey cap a 1804 va prendre opi en forma de làudan per tractar una neuràlgia dental, que després es convertiria en la seva addicció. Per comprovar l'extensió de l'acceptació de l'opi i els seus derivats a l'era victoriana es pot dir que ha aparegut en obres de notables escriptors com ara Charles Dickens, Oscar Wilde i Arthur Conan Doyle, que mostren la profunditat amb la qual havia penetrat a la societat.

## Religió
La moral religiosa va canviar dràsticament durant l'era victoriana. Quan Victòria va ascendir al tron l'Església Anglicana era molt poderosa al funcionament de les escoles i universitats, i tenia eclesiàstics de rang que exercien alts càrrecs a la Cambra dels Lords. El poder de l'Església va continuar governant a zones rurals al llarg de l'època victoriana, però no era així a les ciutats industrialitzades. A les ciutats els contraris a l'església eren molts i la dissidència era forta. Tanmateix, la dissidència havia estat fent la seva pressió des de l'inici del puritanisme a la política, fins i tot abans de l'època d'Oliver Cromwell. L'Església exigia obediència a Déu, la submissió i la resignació amb l'objectiu de fer al poble més mal·leable a la voluntat de l'Església, tenia com a objectiu asserenar la voluntat de l'elit i es preocupava poc o res sobre les necessitats i desigs de la classe camperola inferior. Així va sorgir el metodisme, la Societat Religiosa d'Amics (quàquers) i el presbiterianisme. Els metodistes i presbiterians en particular, van predicar sobretot la salvació personal a través de la fe individual en la mort expiatòria de Jesús i la resurrecció de Crist en nom dels pecadors, com s'ensenya als evangelis del Nou Testament i als escrits dels apòstols Pere, Jaume i Pau. 

## Ficció

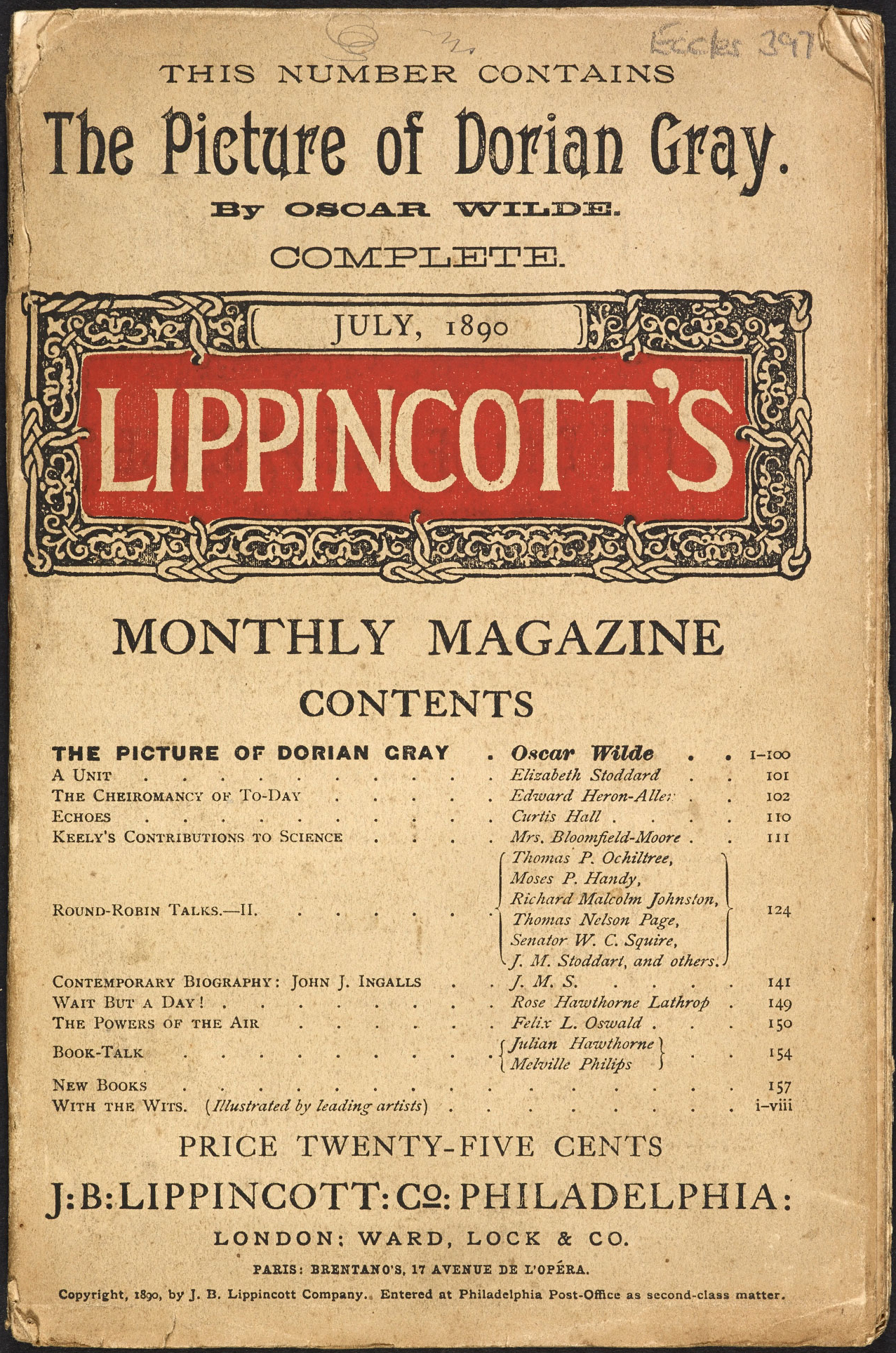
Coberta de la primera edició El retrat de Dorian Gray.

Al món de la ficció, la mateixa realitat dual és genialment representada amb El retrat de Dorian Gray (Oscar Wilde, 1890), L'estrany cas del Dr. Jekyll i Mr. Hyde (Robert Louis Stevenson, 1886) o Dràcula (Bram Stoker, 1897). A França, teòricament de costums molt més llicencioses, Gustave Flaubert i Charles Baudelaire van haver d'enfrontar-se a processos judicials contra les seves obres Madame Bovary i Les flors del mal (totes dues de 1857). L'aparent joia de viure i l'ambient de vodevil al París llibertí de Nana (Émile Zola, 1889) no deixava de presentar també un costat fosc que empenyia a la recerca de Les Paradis artificiels (Charles Baudelaire, 1860) per part de Els poetes maleïts (Paul Verlaine, 1888). Com paradoxa, les tradicions en nom dels valors de les quals s'exercia la censura moral o política, i es construïen les identitats nacionals de tots els països, eren en bona part inventades, i les mateixes comunitats, imaginades. Aquesta condició no els restava eficàcia, sinó tot el contrari, exigia una gran energia social i l'aplicació de mecanismes ideològics de tota classe, com els grans grups monumentals que immortalitzaven en pedra i bronze les glòries nacionals i els exemples de vida virtuosa.